# کرابتری، کبک
کرابتری (به فرانسوی: Crabtree) شهری در منطقه شهری ژولیت ناحیه لانودییر در استان کبک کانادا است. در سرشماری سال ۲۰۱۱ این شهر ۳٬۴۳۷ نفر جمعیت داشته‌است و مساحت آن ۲۴٫۷۱ کیلومتر مربع است.